# Joey O'Brien
Joseph Martin O'Brien, mais conhecido como Joey O'Brien, ou simplesmente Joey (Dublin, 17 de fevereiro de 1986), é um futebolista irlandês que atua como lateral-direito, volante e meia. Atualmente joga pelo West Ham.